# Круме Спасовски
Круме Спасовски (29. август 1946, Скопље) је македонски певач народне музике. 

## Каријера
Спасовски се 1969. године запослио као певач на Македонском радију. Познат је је по песми Чудна жена беше Вера. Често наступа у дијаспори у Сједињеним Америчким Државама, Аустралији, Канади и на Балкану.